# ニューカーク・プラザ駅
ニューカーク・プラザ駅（英: Newkirk Plaza）はブルックリン区のニューカーク・アベニューと東16丁目交差点南西に位置するニューヨーク市地下鉄BMTブライトン線の駅である。B系統が平日のみ、Q系統が終日停車する。

## 歴史
駅は1878年7月2日に開業、当時の駅名はパークヴィル駅で、時期は不明だがその後サウス・ミッドウッド駅に改称された。
1907年に改築され、1908年に駅はニューカーク・アベニュー駅に改称された。
1964年から1965年にかけて駅ホームは延伸されている。その後、1981年にMTAは『最も老朽化した地下鉄69駅』を発表、当駅もその対象となった。さらに1980年代頃から駅名を近くにあるモールの名前に改称するよう運動が開始された。駅はモールとともに2009年から2011年にかけて改装工事を行い、2011年8月、駅はニューカーク・プラザ駅に改称されたが、これは3度目の改称となった。

## 駅構造

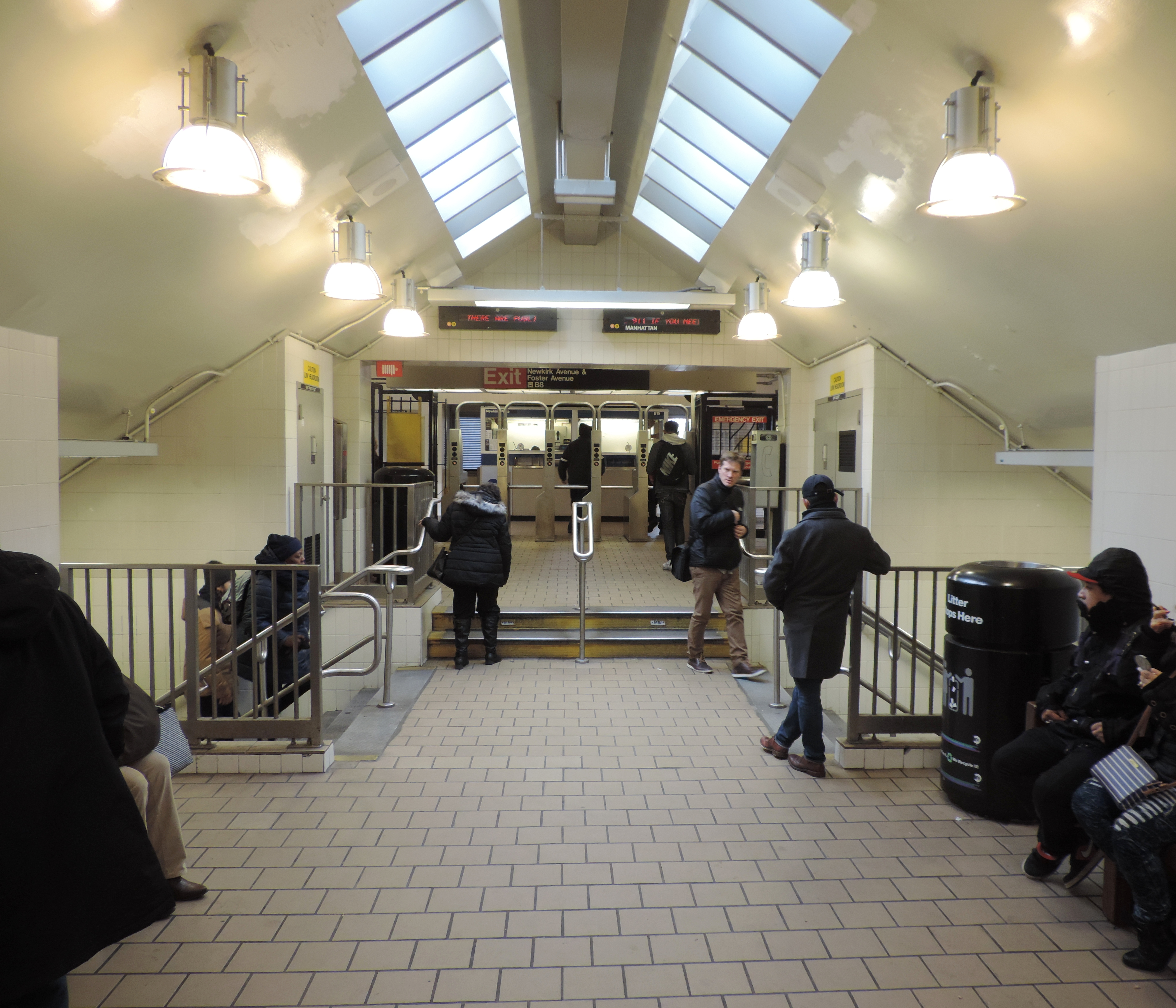
改札

| G          | 地上階                                     | 出入口                                                                                          |
| G          | 駅舎                                       | 改札口、詰所、メトロカード券売機                                                                |
| G          | ニューカーク・プラザ                       | ホーム上にある店舗                                                                              |
| P ホーム階 | 北行緩行線                                 | ← 96丁目駅行き（コーテルユー・ロード駅）                                                        |
| P ホーム階 | 島式ホーム、到着番線に応じた側のドアが開く |                                                                                                 |
| P ホーム階 | 北行急行線                                 | ← 平日のみ：145丁目駅行き、ベッドフォード・パーク・ブールバード駅行き（チャーチ・アベニュー駅） |
| P ホーム階 | 南行急行線                                 | → 平日のみ：ブライトン・ビーチ駅行き（キングス・ハイウェイ駅） →                                |
| P ホーム階 | 島式ホーム、到着番線に応じた側のドアが開く |                                                                                                 |
| P ホーム階 | 南行緩行線                                 | → コニー・アイランド-スティルウェル・アベニュー駅行き（アベニューH駅） →                        |

島式ホーム2面4線で掘割に設置されている。

### ニューカーク・プラザのモール
駅の上には1913年に開業したニューカーク・プラザのショッピングエリアがある。モールはニューヨーク市運輸局によって運営されているが、ほとんどはスモールビジネスの店舗である。2000年代から改善地区に指定されている。

### 出口
改札はプラザの中央に位置し、東16丁目とニューカーク・アベニュー交差点南西に通じている。また、アートワークTransit Skylight（David Wilson制作）が設置されている。

## 大衆文化における駅
フューチュラマの『釣りの幸運』で駅が映っている。

## キャラリー

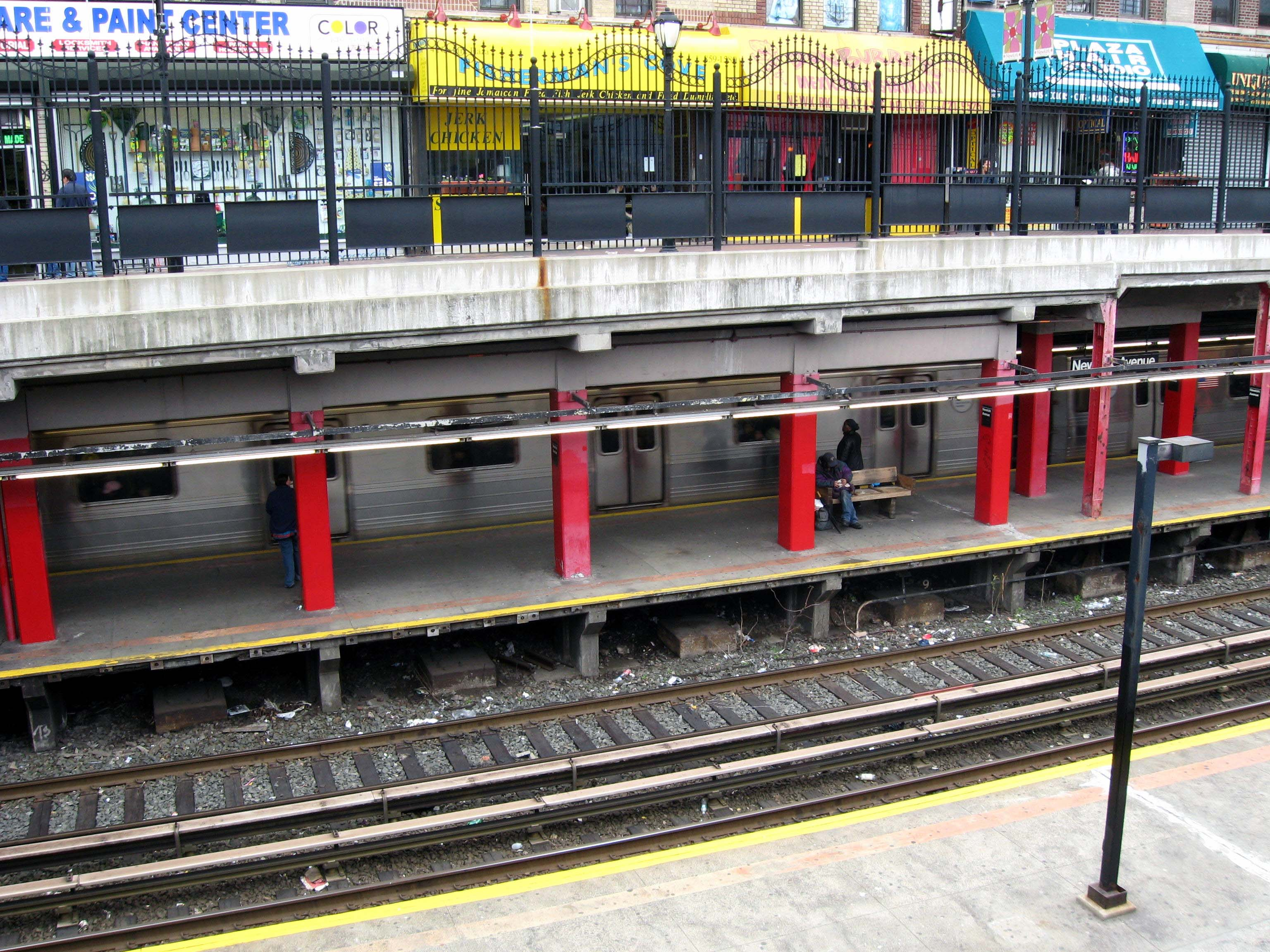
改装前の駅
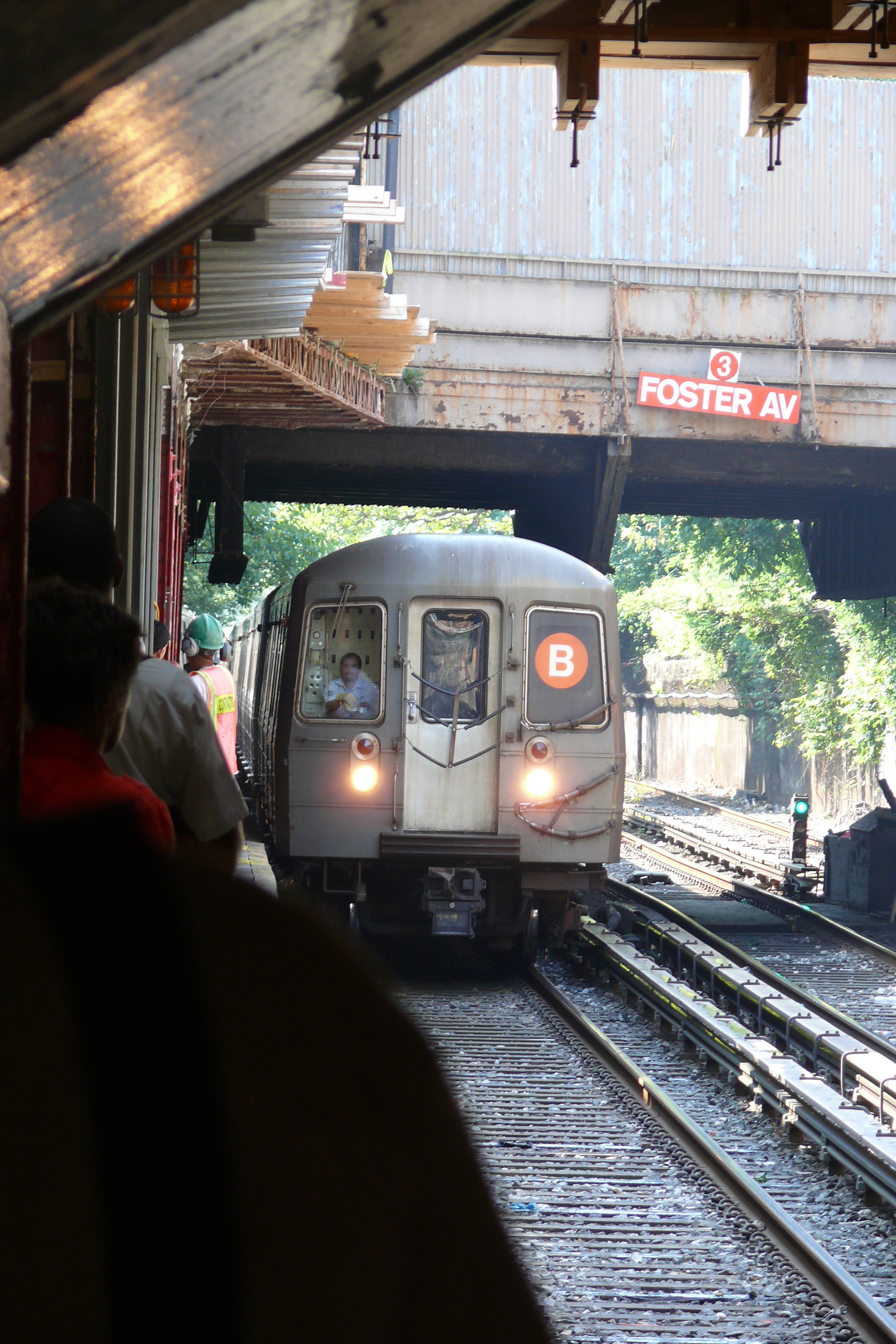
B系統が到着する
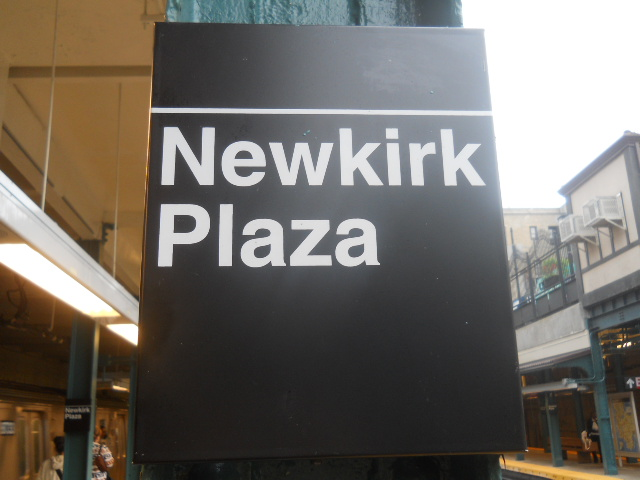
柱の駅名標